# Metojkowie
Metojkowie (gr. Μέτοικοι métojkoj dosł. 'wspólnie mieszkający' od metá 'wśród, między; łącznie z; pod; z tyłu; po; według' i oikos 'dom, mieszkanie; gospodarstwo') – cudzoziemcy zamieszkujący Ateny w epoce Starożytnej Grecji. Była to wolna ludność osiedlająca się tam na czas nieokreślony. Mieli podobne obowiązki jak obywatele m.in. służyli w wojsku. Nie posiadali pełnych praw obywatelskich, m.in. nie mogli uczestniczyć w życiu politycznym, brać udziału w Zgromadzeniu Ludowym, piastować urzędów i nabywać ziem. Na ten okres przyznawany im zostawał specjalny opiekun (prostátes). Występował on w ich imieniu w sprawach publicznych i prywatnych. 
Ich liczba bez członków rodzin w roku 480 p.n.e. szacowana jest na około 4 do 5 tysięcy, w roku 432 p.n.e. na 10 do 15 tysięcy, w IV wieku p.n.e. 6 do 12 tysięcy.
Za prawo pobytu wnosili specjalną opłatę w wysokości 12 drachm rocznie od mężczyzn i 6 drachm od samodzielnych kobiet, a w zamian mogli bez przeszkód zajmować się handlem lub rzemiosłem. Anonimowy utwór Ustrój ateński twierdzi, że metojkowie cieszyli się wielką swobodą. Za zasługi dla miasta metojk mógł otrzymać obywatelstwo decyzją Zgromadzenia. 
Znani metojkowie:
- Herodot
- Lizjasz
- Arystoteles